# Samsung Galaxy Z Flip 5
El Samsung Galaxy Z Flip 5 (estilizado como Samsung Galaxy Z Flip5 ) es un teléfono inteligente plegable que forma parte de la serie Samsung Galaxy Z. Samsung Electronics lo reveló el 26 de julio de 2023 en el evento Galaxy Unpacked junto con el Galaxy Z Fold 5. Es el sucesor del Samsung Galaxy Z Flip 4. El teléfono fue lanzado el 11 de agosto de 2023.

## Especificaciones

### Diseño
| Color | Nombre   |
| ----- | -------- |
|       | Menta    |
|       | Grafito  |
|       | Lavanda  |
|       | Crema    |
|       | Gris     |
|       | Azul     |
|       | Verde    |
|       | Amarillo |

### Hardware
El Galaxy Z Flip 5 tiene dos pantallas: su pantalla interior plegable de 6,7 pulgadas con una frecuencia de refresco variable de 120 Hz  y también con HDR10+. La pantalla presenta un recorte circular para la cámara frontal. La segunda pantalla frontera fue rediseñada a tener una pantalla más grande que los precursores del Galaxy Z Flip 5, ya que cuenta con 3,4 pulgadas de pantalla. Esta pantalla tiene una forma irregular para acomodar las cámaras traseras.
El dispositivo tiene 8 GB de RAM y 256 GB o 512 GB de almacenamiento flash UFS 4.0, sin soporte para ampliar la capacidad de memoria del dispositivo mediante tarjetas micro-SD.
El Z Flip 5 funciona con el Qualcomm Snapdragon 8 Gen 2 diseñando para Samsung Galaxy.
La batería incluida en el dispositivo es una unidad de doble celda de 3700 mAh que se carga rápidamente a través de USB-C hasta 25 W, o mediante carga inalámbrica de hasta 15 W.
El Z Flip 5 cuenta con dos cámaras traseras, incluida una cámara  de 12 MP y una cámara ultra gran angular de 12 MP. Tiene una cámara frontal de 10 MP en la parte superior de la pantalla.